# 桑德拉·沙里奇
桑德拉·沙里奇（1984年5月8日—），克罗地亚女子跆拳道运动员。她曾代表克罗地亚参加2004年和2008年夏季奥林匹克运动会跆拳道比赛，其中2008年奥运会获得一枚铜牌。